# トマス・インシアルテ
トマス・インシアルテ（Tomás Inciarte、1996年10月22日 - ）は、スーペル・ラグビー・アメリカス、ペニャロール・ラグビーに所属するラグビーユニオン選手。

## プロフィール
- ウルグアイ・モンテビデオ出身[1]。
- ポジションはスクラムハーフ(SH)、センター(CTB)。
- 身長 180cm、体重 83kg
- ウルグアイ代表キャップは32（2025年3月現在）でラグビーワールドカップ2019・ラグビーワールドカップ2023のウルグアイ代表に選ばれた[2][3]。

## 略歴
2020年、ペニャロールに加入。